# Bysholmsviken
Bysholmsviken (även Kroskesjön, estniska: Vööla meri) är en sjö i västra Estland. Den ligger i Nuckö kommun i Läänemaa, 80 km sydväst om huvudstaden Tallinn och 16 km norr om residensstaden i länet, Hapsal. Arean är 0,68 kvadratkilometer.
Den ligger i den norra änden av det idag uppgrundade sundet mellan Nuckö och fastlandet. Bysholmsviken norra ände ligger mycket nära havet, bara några decimeter över havsnivån och det var inte länge sedan sjön var en havsvik. Den är namngiven efter den före detta byn Bysholm. Sjön ligger i det område som traditionellt har varit bebott av estlandssvenskar och även de svenska namnen på den är officiella. Den ligger på gränsen mellan de nutida byarna Gutanäs i sydväst och Harga i nordost.